# 敦刻爾克 (堪薩斯州)
敦刻爾克（英語：Dunkirk）為位在美國堪薩斯州克勞福德縣的非建制地區。

## 歷史
此社區境內的郵政局於1915年3月30日開設，期間持續營運直到1919年2月15日終止。敦刻爾克本是一座礦坑社區，境內的煤礦坑由威爾煤炭公司（Wier Coal Company）所經營。